# Bucle de Cygnus
El bucle de Cygnus —en inglés Cygnus Loop y también conocido como W78, Sharpless 103, CTB 99 o SNR G074.0-08.5— es un gran resto de supernova en la constelación de Cygnus que emite luz visible. Fue descubierto por William Herschel en 1784.

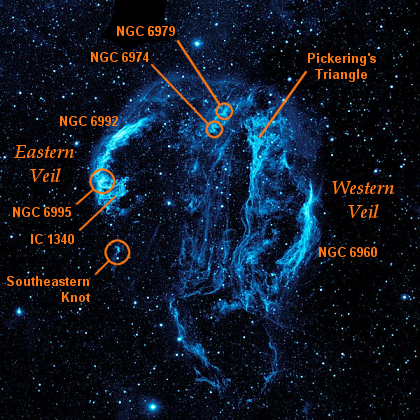
Mapa del bucle de Cygnus

## Componentes visuales
Una región visual del bucle de Cygnus es la denominada nebulosa del Velo, también llamada la nebulosa Filamentaria.
Está compuesta por:
- NGC 6960, el «Oeste del Velo», la parte oeste del resto de supernova,[4] también llamada «La escoba de la bruja».[5][6]

- NGC 6992, 6995 e IC 1340, zonas luminosas que forman el «Este del Velo».[7] Consta de tres objetos, NGC 6992 al noreste,[8][9] NGC 6995 al este[10] e IC 1340 al sureste.[11]

- Triángulo de Pickering, segmento de gran nebulosidad y brillo descubierto fotográficamente por Williamina Fleming en el Observatorio de Harvard en 1904, cuando Edward Charles Pickering (de ahí el nombre) era jefe del observatorio. Es la estructura más brillante del norte del bucle de Cygnus.

## Morfología
Debido a su gran tamaño, su localización fuera del plano galáctico y su elevado brillo, el bucle de Cygnus se puede observar bien en todo el espectro electromagnético.
En la banda de radio, exhibe un gran cáscara circular en su zona norte, que, a su vez, se compone de dos brillantes cáscaras parciales brillantes y un filamento central, así como una cáscara en forma de burbuja en la zona sur.
Asimismo, se ha encontrado una muy diferente fracción de polarización entre el brillante filamento nordeste (NGC 6992) y la cáscara sur.
Adicionalmente, los focos más brillantes en el ultravioleta lejano provienen del borde nordeste del remanente. 
De hecho, se ha llegado a proponer que el bucle de Cygnus pudiera ser no un único resto de supernova, sino dos distintos interaccionando entre sí.
Por otra parte, las observaciones en rayos X no apoyan el escenario de dos restos diferenciados, pues la emisión muestra un cambio suave y gradual entre el norte y el caparazón sur, que se interpreta como una evidencia de
la asimetría de toda la estructura. Todas estas características hacen que la interpretación física de las dos regiones sea bastante controvertida.

## Posible remanente estelar
El plasma rico en metales del bucle de Cygnus sugiere que este objeto fue originado por la explosión de una supernova de tipo II.
Varias técnicas basadas en las características de este resto de supernova estiman la masa de la estrella progenitora entre 12 y 15 masas solares, valor que coloca al posible remanente estelar resultante tras la explosión en el rango de las estrellas de neutrones. Sin embargo aún no se ha identificado con seguridad ningún objeto central compacto (CCO) asociado a este resto de supernova.
No obstante, existe una anomalía notoria en rayos X, y es que la nebulosa es perfectamente esférica a excepción de una «región desgarrada» al sur. Por ello, la búsqueda de un remanente estelar se ha concentrado en gran medida en dicha zona, ya que el agujero puede haber sido causado por la violenta expulsión de una estrella de neutrones. Un estudio detallado de esa área identificó una posible nebulosa de viento de púlsar, así como una fuente puntual dentro de ella. Desafortunadamente, en casi exactamente la misma posición existe una conocida galaxia Seyfert, si bien el ligero desplazamiento entre ambas fuentes, junto a la falta de un equivalente en banda de radio, hace pensar que la fuente puntual probablemente no esté relacionada con la galaxia. Aún se desconoce con certeza si efectivamente es una nebulosa de viento de púlsar, y si fuera el caso, si está relacionada con el bucle de Cygnus. Si finalmente fuera el remanente estelar buscado, la estrella de neutrones habría sido expulsada del centro de la nebulosa a una velocidad de aproximadamente 1850 km/s.

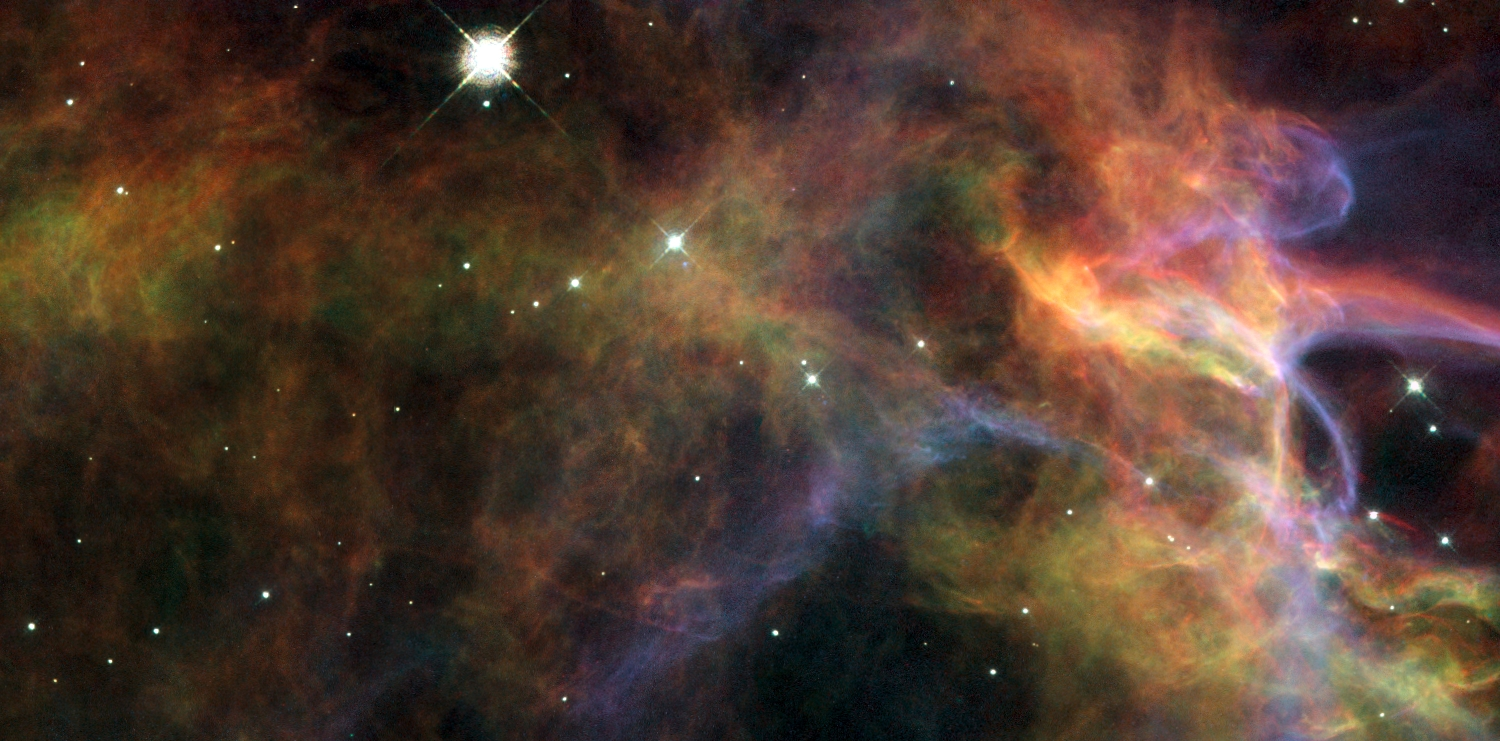
Pequeña porción de la nebulosa del Velo en el segmento más grande de su parte oeste

## Distancia y edad
A partir de los datos del telescopio espacial Hubble se estimó que la distancia a este resto de supernova era de 540 pársecs. Sin embargo, estudios más recientes —basados en la distancia de dos estrellas ubicadas dentro del remanente— han aumentado esta cifra a 735 ± 25 pársecs.
En cuanto a su edad, se piensa que está entre 10 000 y 20 000 años, de acuerdo a observaciones en la región de rayos X y en el espectro visible. Otro trabajo considera que quizá su antigüedad es algo mayor, 21 000 ± 4000 años.